# Hylesia solvex
Hylesia solvex är en fjärilsart som beskrevs av Dyar 1913. Hylesia solvex ingår i släktet Hylesia och familjen påfågelsspinnare. Inga underarter finns listade i Catalogue of Life.